# Сексуальная объективация
Сексуа́льная объектива́ция — отношение к другому человеку исключительно как к инструменту (объекту) для сексуального удовлетворения, без учёта личности или способности испытывать чувства. Объективация человека представляет собой восприятие человека как товара или объекта для какого-либо использования. Обычно объективацию человека исследуют на уровне общества, но она может также проявляться на индивидуальном уровне.
Понятие сексуальной объективации и особенно объективации женщин — важная составляющая феминистской теории и психологических теорий, опирающихся на феминизм. Многие феминистки осуждают объективацию и считают, что она играет важную роль в поддержании гендерного неравенства. Понятие сексуальной объективации также является важной темой в дискуссиях о сексуальной этике и философии секса.

## Сексуальная объективация женщин
В феминистских исследованиях объективация женщин определяется как игнорирование личных и интеллектуальных возможностей и способностей женщины и сведение ценности и роли женщины в обществе к инструменту для сексуального удовлетворения, которое она может вызывать у других. Многие феминистки отмечают такие примеры объективации, как сексуализированные изображения женщин в рекламе и СМИ, образы слабых и покорных женщин в порнографии, а также в рекламе и изобразительном искусстве, стриптиз и проституция, и утверждения о желательности пластической хирургии, особенно увеличения груди и лабиопластики.
На протяжении истории, несмотря на некоторые известные исключения, женщин оценивали в основном по их внешности. Многие феминистки и психологи считают, что такая объективация может приводить к негативным психологическим последствиям, в том числе отчаянию, депрессии и снижению самооценки женщин в результате убеждения, что их знания и умения не признаются и никогда не будут признаваться в обществе. Среди исследователей нет единого мнения о точной степени влияния объективации на женщин и общество в целом. Некоторые авторы отмечают, что понимание девочками важной роли внешности в обществе может способствовать чувствам страха, стыда и отвращения, которые часть из них испытывает в период полового созревания, так как они ощущают, что становятся более видимыми в обществе как сексуальные объекты. Часть исследователей считает, что молодые женщины особенно подвержены объективации, поскольку им часто внушается мысль, что власть, уважение и богатство могут зависеть от внешности человека. Некоторые культурологи-профеминисты обвиняют масс-медиа и рекламный бизнес в том, что они поддерживают объективацию женщин для продвижения товаров и услуг.

### Самообъективация женщин
Некоторые феминистские авторы утверждают, что эксплуатация западными женщинами собственной сексуальности, например ношение откровенной одежды и вызывающее поведение, является формой женской самообъективации. Хотя некоторые женщины считают, что такое поведение помогает им становиться сильнее и добиваться своего, критики настаивают, что это чрезмерно усиливает роль физических критериев в формировании самоуважения женщин, что Ариэль Леви называет «культурой непристойности» (raunch culture).
Леви описывает это явление в книге «Подлые шовинистки: женщины и рождение культуры непристойности» (Female Chauvinist Pigs: Women and the Rise of Raunch Culture). Она анализирует высказывания членов съёмочной группы, работавшей над телепередачей «Бешеные девчонки» (Girls Gone Wild), и утверждает, что современная сексуализированная культура в США не только объективирует женщин, но и подталкивает их к самообъективации. Как пишет Леви, сегодня образ женщины, участвующей в конкурсе мокрых футболок или готовой спокойно смотреть откровенную порнографию, стал символом феминистской смелости. Она отмечает, что была удивлена тому, сколько мужчин и женщин, работающих в таких телепередачах, как Girls Gone Wild, говорили ей, что новая «непристойная» культура знаменует собой не «поражение» феминизма, а его «триумф», потому что она доказала, что женщины в США стали достаточно смелыми, чтобы публично выражать свою сексуальность.